# Saint-Vincent-de-Salers
Saint-Vincent-de-Salers is een gemeente in het Franse departement Cantal (regio Auvergne-Rhône-Alpes) en telt 74 inwoners (2009). De plaats maakt deel uit van het arrondissement Mauriac.

## Geografie
De oppervlakte van Saint-Vincent-de-Salers bedraagt 18,1 km², de bevolkingsdichtheid is dus 4,1 inwoners per km².
De onderstaande kaart toont de ligging van Saint-Vincent-de-Salers met de belangrijkste infrastructuur en aangrenzende gemeenten.

## Demografie
Onderstaande figuur toont het verloop van het inwonertal (bron: INSEE-tellingen).

Vanwege een beveiligingsprobleem met de MediaWiki Graph-software is het momenteel niet mogelijk deze grafiek weer te geven. Zodra de software is bijgewerkt zal de grafiek vanzelf weer zichtbaar worden.
1. ↑  Populations de référence 2022.